# Tim Abell
Timothy 'Tim' Abell (Manassas, 1º luglio 1958) è un attore statunitense.

## Biografia
Nato il 1º luglio 1958 a Manassas in Virginia, Abell prima di diventare attore era un soldato dell'esercito degli Stati Uniti e si è addestrato a Fort Benning in Georgia, frequentando l'AIT, la Airborne School e la Ranger School. Dopo essere stato promosso durante l'addestramento di base e aver completato il Ranger Indottrination Program, è stato assegnato al 2º Battaglione Ranger a Fort Lewis, Washington. Ha prestato servizio nell'esercito per cinque anni prima di decidere di lasciare e frequentare l'università. Nel tempo libero Abell, pratica arti marziali, boxe e caccia, ed è sposato con l'attrice e produttrice Georgia Lambron.

### Carriera
La sua carriera iniziò con una serie di apparizioni in film a basso budget e una moltitudine di progetti teatrali. In seguito, fu scoperto dalla direttrice del casting April Webster, che lo raccomandò al produttore cinematografico e televisivo Jerry Bruckheimer; Bruckheimer scelse Abell per il film Soldier of Fortune, nel ruolo dell'ex esploratore e cecchino dei Marines statunitensi Benny Ray Riddle, membro di una squadra segreta creata dal Pentagono. Abell riprese poi il ruolo nell'adattamento televisivo  Gli specialisti. Sebbene inizialmente popolare, la serie fu cancellata dopo due stagioni a causa di numerosi e controversi rifacimenti di attori. In seguito, Abell continuò ad apparire in lungometraggi e film direct-to-video, interpretando poliziotti, militari, personaggi sinistri come nel film d'azione del 1999 La base accanto a Mark Dacascos, ma è stato anche protagonista in diversi film d'azione e fantascienza come ad esempio La maledizione di Komodo di Jim Wynorski del 2004 e il film di guerra Sniper - Forze speciali con Steven Seagal del 2016.

## Filmografia parziale

### Cinema
- Tuono nel deserto (1999)
- F117 - Eroi del cielo (1999)
- La base (1999)
- Captured (film 2000) (2000)
- L'ora della violenza 4 (2001)
- Raptor (film) (2001)
- We Were Soldiers - Fino all'ultimo uomo (2002)
- Gargoyles (film) (2004)
- La maledizione di Komodo (2004)
- Cross (film) (2011)
- Battle of Los Angeles (2011)
- Terrore ad alta quota (2012)
- Mercenarie (2014)
- Mega Shark vs. Kolossus (2015)
- Sniper - Forze speciali (2016)
- Cross Wars (2017)
- Cross 3 - Pericolo a Los Angeles (2019)
- Middleton Christmas (2020)

### Televisione
- Countdown - serie TV, episodio 1x03 (2025)

## Doppiatori italiani
Nelle versioni in italiano delle opere in cui ha recitato, Tim Abell è stato doppiato da:
- Fabrizio Vidale in La maledizione di Komodo
- Francesco Prando in Cross
- Pierluigi Astore in Countdown